# Wintersun
Wintersun je finski simfonijski melodični death metal sastav, u kojem se također prepoznaje utjecaj power metala i black metala, a osnovao ga je Jari Mäenpää, bivši frontmen grupe Ensiferum. Snimanje njihovog prvog albuma bilo je zakazano u isto vrijeme kada i turneja Ensiferuma, tako da je Jari Mäenpää bio primoran birati između dvije grupe te je izabrao Wintersun i napustio Ensiferum. Svoj je prvi album nazvao jednostavno Wintersun te ga objavio pod okriljem Nuclear Blast Recordsa 13. rujna 2004. godine. Tematiku tekstova sastava uglavnom čine život, zima, emocije, halucinacije i snovi. Wintersunov drugi studijski album Time I počeo se snimati u svibnju 2006., no bio je objavljen tek 19. listopada 2012. godine. Sastav je na svojoj službenoj Facebook stranici najavio da će 2017. godine objaviti svoj treći studijski album The Forest Seasons te da će album Time II, drugi nastavak albuma Time I, biti objavljen nakon što grupa dobije pristup adekvatnoj opremi potrebnoj za njegovo miksanje.

## Članovi sastava
| Trenutna postava - Jari Mäenpää — vokali, gitara, klavijature (2003. - danas), bas-gitara (2004.) - Teemu Mäntysaari — gitara (2004. - danas) - Jukka Koskinen — bas-gitara (2005. - danas) - Kai Hahto — bubnjevi (2004. - danas) | Bivši članovi - Oliver Fokin — gitara (2004.) Koncertni članovi - Timo Häkkinen — bubnjevi (2015. - 2016., 2017.) - Asim Searah — gitara (2017. - 2022.) - Rolf Pilve – bubnjevi (2017. – 2018.) - Heikki Saari – bubnjevi (2017. – danas) |

## Diskografija
Studijski albumi
- Wintersun (2004.)
- Time I (2012.)
- The Forest Seasons (2017.)
- Time II (2024.)

## Vanjske poveznice
- Wintersun, službene stranice  Arhivirana inačica izvorne stranice od 26. studenoga 2010. (Wayback Machine)